# Gynoplistia (Gynoplistia) scimitar
Gynoplistia (Gynoplistia) scimitar is een tweevleugelige uit de familie steltmuggen (Limoniidae). De soort komt voor in het Australaziatisch gebied.